# Mattia Verona
Mattia Verona (Pietrasanta, 5 marzo 1997) è un hockeista su pista italiano, portiere dell'Hockey Bassano.

## Carriera

### Forte dei Marmi
Dopa aver fatto le giovanili nel Forte dei Marmi viene inserito in prima squadra a partire dalla stagione 2013-2014 come portiere di riserva di Federico Stagi. Proprio con i versiliesi vincerà lo scudetto 2013-2014 dopo aver raggiunto le semifinali in Coppa CERS. La stagione successiva si apre con la vittoria in Supercoppa italiana ottenuta ai danni del Valdagno e si conclude con la vittoria del secondo scudetto; nel 2014-2015 fa anche l'esordio in Eurolega dove il Forte dei Marmi di ferma ai quarti di finale. L'ultima stagione in cui milita a Forte dei Marmi è nel 2015-2016 dove vince per la terza volta consecutiva il titolo italiano e raggiunge le semifinali di Eurolega. 

### Amatori Lodi
Passa a giocare nel club giallorosso nella stagione 2016-2017 e vi rimarrà fino al termine della stagione successiva. La prima annata con l'Amatori Lodi si aprì con la vittoria in Supercoppa italiana ottenuta ai danni della sua ex squadra; impresa che verrà ripetuta in campionato facendogli vincere il quarto titolo consecutivo e permettendo all'Amatori Lodi di fregiarsi dello scudetto dopo un'attesa di 36 anni dal titolo precedente. In Eurolega furono fatali ancora una volta i quarti di finale dove il sodalizio laudenze fu estromesso dai portoghesi dell'Oliveirense.
La stagione successiva riesce a trionfare per la quinta volta consecutivamente in campionato. Al termine della stagione passa al Roller Scandiano.

### Roller Scandiano e Hockey Bassano
A partire dal 2018-2019 come detto passa nelle file del Roller Scandiano; nel 2018-2019 vede la squadra emiliana centrare una tranquilla salvezza; più consistente fu il campionato successivo dove il Roller era in 5ª posizione ed in piena corsa per i play-off scudetto prima che dell'interruzione della manifestazione a causa della pandemia di COVID-19. Nella stagione 2020-2021 viene ingaggiato dal Bassano; con i veneti giunge 6º in serie A1 ed ai successivi play-off scudetto viene eliminato in semifinale dalla sua ex squadra dell'Amatori Lodi.

### Hockey Vercelli
Dal 2021-2022 entra a far parte della rosa del Vercelli squadra neoprossa in serie A1.

## Palmarès

### Club

#### Competizioni nazionali
- Campionato italiano: 5

Forte dei Marmi: 2013-2014, 2014-2015, 2015-2016
Amatori Lodi: 2016-2017, 2017-2018
- Supercoppa italiana: 2

Forte dei Marmi: 2014
Amatori Lodi: 2016